# Eustógio Wanderley Correia Dantas
Eustógio Wanderley Coreia Dantas é um geógrafo brasileiro e professor universitário de geografia e planejamento influenciado por Henri Lefebvre. É conhecido por seus estudos sobre urbanização litorânea no Nordeste Brasileiro.
Em 2008 foi professor visitante na Universidade de Paris-Sorbonne. É editor das revistas Coleção Estudos Geográficos da Universidade Federal do Ceará, da revista Mercator e da Revista da ANPEGE.

## Publicações
- Mar à Vista: estudo da maritimidade em Fortaleza. Fortaleza: Museu do Ceará/SECUL, 2002. ISBN 9788573130348
- Imaginário social nordestino e políticas de desenvolvimento do turismo no Nordeste brasileiro. In: Geousp, v. 22, p. 9-30, 2007.
- Les Mutations du Nordeste du Brésil. In: Hérodote, v. 131, p. 137-155, 2008.
- Maritimidade nos Trópicos: por uma geografia do litoral. Fortaleza: Editora da Universidade Federal do Ceará, 2009. ISBN 978-85-7282-331-9